# Операција Валтер
Операција Валтер изведена је почетком 1943. У Београду је 17. марта ухапшен мајор Жарко Тодоровић са групом илегалаца, а у Загребу још осам његових илегалаца, махом Хрвата, професора универзитета.

## Догађаји који претходе операцији

### Формирање команде северних покрајна
Да би проширио своју организацију на целу територију Југославије, Дража Михаиловић је још у току 1941. године формирао „Команду северних покрајина” са седиштем у Београду. За њеног команданта именовао је мајора Жарка Тодоровића, који је имао надимак „Валтер”. Као искусни генералштабни официр, који је дуже време радио у обавештајном одељењу Главног генералштаба одржавајући везе са страним војним аташеима, Тодоровић је главну пажњу концентрисао на организовање обавештајне службе у крајевима који су му поверени. Мада је своју обавештајну делатност почео да развија још половином 1941. године улажући напоре за успостављање веза са британским сервисима на Средњем истоку и са емигрантском владом, његова интензивна активност је почела тек годину дана касније. До средине 1942. године Тодоровић је успео да успостави своје обавештајне везе са Хрватском, Словенијом и Војводином.

## Операција

### Припрема операције
Тодоровићеву обавештајну делатност прекинуло је откривање радио-станице „506”, коју је користио за одржавање везе са Дражом Михаиловићем. А ево како се то догодило.
У рано пролеће 1942. године, у једну вилу на Дедињу, у мирној улици која се одваја од широког булевара, уселила се група немачких војника. То су били тихи и неупадљиви људи, који се у околини нису много примећивали, а у њихову вилу ретко кад је долазио неки посетилац.
Био је то вод специјалне прислушне службе из састава Вермахта службе везе. На челу му је био поручник Волни, под командом потпуковника Андраеа налазио у Солуну, придружен штабу заповедника Вермахта за Југоисток.
На тај начин, све оно што се тицало контраобавештајног рада на сузбијању противниковог радио-саобраћаја било је изузето из надлежности свих осталих војних и политичких органа. Тиме је заиста очувана потпуна тајност прислушне службе и њене делатности.
Волни је располагао посебним гониометријским станицама и стручњацима који су њима руковали. Те су станице на терену настојале да локализују радио-отпремникова противничке обавештајне службе или противничке службе везе. У вили на Дедињу седели су стручњаци који су обављали штабне послове. Били су то специјалисти, нарочито обучени у дешифровању и у свему сто се односило на радио-технику и преношење вести кроз етар. Ту су били и тумачи, познаваоци оних језика на којима се праћени радио-саобраћај одвијао.
Поред ове екипе, постојале су на територији Србије и група прислушне службе ваздухопловства са ознаком „З. б. В. 1.”, која је пратила рад британских радио-станица са њиховим центрима на Средњем истоку и прислушна јединица штаба Друге тенковске армије генерала Рендулић у Врњачкој Бањи, која је контролисала радио-саобраћај НОБ и ПОЈ.
Средином 1942. године прислушна служба поручника ВОЛНИЈ приметила је да се у Београду појавила нова станица, која је одржавала везу са штабом Драже Михаиловића. До тада њему је већ била позната једном радио-станица, која је из рејона Београда отишла са четничком Врховном командом. Али код ње је било посреди преношење унутрашњих директива и извештаја, из којих су се прислушкивањем могле стицати потребне информације о организацији и раду организације Драже Михаиловића. Због тога је, као и већи број других четничких радио-станица, овај предајник само праћен, како би тим путем немачко војно руководство у Србији дошло до података. Међутим, новооткривена станица развила је специјалну, много обилато и живљу делатност. У први мах њен материјал није могао да буде дешифрован, јер је употребљавала нарочито сложене шифре. Због тога су њени радиограми дуже време сакупљани, све док их није било прикупљено довољно да би специјалисти прислушне службе могли приступити дешифровању.
Утврђено је да је заиста у питању предајник који је достављао британској обавештајној служби изванредно важне и обилне извештаје, а, поред тога, обавештавао и Михаиловића о подацима који су се односили на његову организацију. Радиограми су били потписивани шифром „506”.
После успешног дешифровања радиограма, у рукама прислушне службе се нашло око две стотине извештаја различите садржине. Већи део је био од крупног обавештајног значаја. Поред осталог, у њима је јављано о посебним циљевима које савезничко ваздухопловство треба да бомбардује и о возовима и транспортима војске и материјала који су пролазили кроз Београд у оба правца, са најтачнијим подацима о кретању тих возова и о материјалу и трупама који су њима пребацивани. Исто тако, јављано је о разним фабрикама, специјално из сектора ваздухопловне индустрије, са свим појединостима о њиховом раду, укључујући и податке о стању на земунском аеродрому, као и о спроведеним саботажама на железничким вагонима и постројењима фабрика које су у Београду радиле за немачку ратну индустрију, нарочито о употреби куглица са шмирглом које су омогућавале неприметно али темељно онеспособљавање лежаја, а тиме и железничког вагона или машине. Најзад, слати су подаци о резервама горива и резервоарима и складиштима у подручју Београда и о доласку танкера са течним горивом.
У тачним подацима о циљевима за бомбардовање у рејону Београда биле су, између осталог, обухваћене све немачке установе, штабови и касарне са прецизним топографским појединостима, детаљима о броју особља, о задацима појединих установа, о именима водећих официра и о мерама које су биле предузете за противавионску одбрану. Према тим подацима су заиста и вршена бомбардовања, између осталог и приликом пуњења и пражњења речних танкера на Сави и Дунаву.
Друга група радиограма обухватала је техничке извештаје и упутства у вези са радио-службом. Ту су били подаци о телефонској и телепринтерској мрежи Вермахта у Србији. Навођене су појединости о сваком воду и упутства о томе како се на њима могу извести прикључци ради прислушкивања, као и начин њиховог онеспособљавања. Дате су и политичке оцене Недићевог апарата, нарочито у погледу његове лојалности према краљу и емигрантској влади.
На основу садржаја дешифрованих телеграма могло се лако закључити да иза предајне радио-станице „506” стоји добро организована обавештајна мрежа, која је имала своје поверенике у свим квислиншким установама, на железници иу индустрији, а која ради по налозима британске службе, служећи се организацији Драже Михаиловића као неком врстом камуфлаже и извором информација. Оваквом закључку ишла је у прилог и чињеница да су о немачким транспортима људства и материјала били стално слати извештаји помоћу радио-станице „506” и да су одговарајуће саботаже заиста биле извршене.
Пре него што је донета одлука за поступак против ове радио-станице, предузете су прилично опсежне мере које су имале за циљ да открију обавештајну мрежу која је станицу снабдевала информацијама. Али ови су покушаји остали без успеха.
Установивши да се тајни радио-предајник налази у Београду, Волни је ставио у покрет гониометријско возило, које је, крстарећи улицама, открило да се станица налази негде у близини Каленићеве пијаце.
Руководиоци радио-станице „506” били су прилично опрезни. Они су стално мењали време својих емисија, што је у великој мери отежавало њихово проналажење. Истовремено, ово је стварало и тешкоће око постизања постављеног циља, да се упад у просторије станице изврши изненадно, у тренутку њеног рада, како би се похватали и њени послужиоца. Због тога су ВОЛНИЈ екипе посебним апаратима, неупадљиво и камуфлирано да не би изазвале пажњу и пре времена сигнализирале опасност особљу станице, претраживале улицу по улицу. Трагање је вршено и дању и ноћу. Најзад је утврђено да се станица налази у кући, у једној мирној улици овога рејона.
Инжењер Драгомир Томашевић је у Министарству пошта и телеграфа Недићеве управе био шеф телефонског одељења. Био је један од најбољих стручњака у области радио-технике и телефонских уређаја којим је министарство располагало. Био је резервни официр и после слома војске Краљевине Југославије продужио је рад на своме старом месту. Пошто је перфектно владао немачким језиком, одржавао је и све потребне службене односе са немачким властима у име комесара, касније министра пошта и телеграфа. Он је са окупационим властима преговарао о свим техничким, организационим, материјалним и осталим питањима у вези са телеграфским и телефонским постројењима у окупираној Србији. Немачке власти су са њим, као истакнутим стручњаком, вршиле консултовања и приликом грађења или премештаја телефонских или телепринтерских водова.
Почетком 1942. године Томашевић је дошао у везу са организацијом Драже Михаиловића, и то са групом којом је у Београду руководио мајор Жарко Тодоровић. Као радио-технички стручњак, прихватио се да организује четничку радио-службу у Београду. Тако је устројио и ону прву радио-станицу, коју је открио Волнијев вод пре ове, и против које нису предузимане мере из простог разлога што је од њеног рада немачка обавештајна служба имала много више користи него штете. За рад на овој станици Томашевић је заврбовао студента Тихомира Јакшића, запосливши га, истовремено, као цртача у Министарству пошта и телеграфа. Јакшић је извесно време радио на станици, а затим је напустио Београд. Вратио се тек почетком децембра 1942. године. Тада га је мајор Тодоровић, преко свог помоћника, поручника Константина Хаџи-Илића, довео у везу са Бранимиром Хргом, радио-телеграфиста који је руководио станицом „506”, и од тада су њих двојица радили заједно.
Радио-станица „506” била је смештена у соби на мансарди у којој је становао Хрга. Да би прикрио своје посете, дајући им приватни карактер, Јакшић је у Хргин стан редовно долазио у пратњи своје веренице. Хрга и Јакшић су примали шифроване депеше за емитовање преко Хаџи-Илића, а Јакшић их је често добијао и непосредно од Томашевића. Истим путем ишле су шифроване депеше које су тражили од станица са којима су одржавали везу. Систем шифровања је израдио Томашевић, а њен кључ није био познат радио-телеграфиста.
У току истраге Томашевић је признао да је стајао у вези са британским обавештајним службама, да је, специјално ради њих, њихових потреба, конструисао радио-станицу „506”, чији је број представљао његову личну шифру и да је формирао саботажни организацију у Београду.
Истрага против Томашевића је дала веома значајне резултате. Утврђено је да је он материјал за грађење радио-станице набављао из резерви и складишта Вермахта, тражећи га, тобоже, за потребе српског поштанске управе. Као стручњак и познавалац телефонских, телеграфских и телепринтерских инсталација, он је давао налоге за вршење саботажа. Ради тога је био израдио замашну мрежу међу особљем министарства у коме је био један од важних руководилаца. Другу обавештајну мрежу је формирао међу железничара, од којих је добијао све податке који су се тицали војних транспорта. Лично је производио и куглице од воска са шмирглом за убацивање у лежаје вагона и машина. Радом својих подређених органа, приликом намештања и премештања разних телефонских инсталација, долазио је до података из индустријских предузећа. Имао је и своје поверенике на разним кључним местима.
Приликом истраге, као своју везу открио је једино да се под надимком „Улман” крије индустријалац Лука Спартаљ, власник фабрике металних производа у Београду, која је за време окупације била преуређена за производњу специјалних делова за потребе немачког ваздухопловства. Тако је Спартаљ долазио у додир са фабрикама које су израђивале моторе и друге потребе за авијацију, са земунским аеродромом и са ваздухопловним установама. Он је имао своју мрежу саботера у индустријским предузећима и на аеродрому у Земуну.
Хапшењем Томашевића и Спартаља британска обавештајна мрежа, која је била у вези са њима није била откривена, јер су они одбили да одају своје сараднике и поверенике. Томашевићу је доказано, а и признао је да је од марта 1942. играо водећу улогу у изградњи радио-мреже покрета Драже Михаиловића, да је у Београду руководио једним илегалним радио-отпремникова и израдио низ других шпедитера за организацију. Осим тога, отпремио је из Београда многобројне извештаје главном штабу Драже Михаиловића.
Јакшић је од марта 1942. године у Београду руководио једним илегалним радио-отпремникова покрета Драже Михаиловића и успоставио радио-везу београдске организације Драже Михаиловића са главним штабом, као и израђивао радио-пријемнике.
Зечевић је од јула 1942. до свога хапшења радио као курир за београдски штаб организације Драже Михаиловића.

### Хапшење
Увече 28. децембра 1942. године органи немачке прислушне службе су блокирали ту кућу са свих страна и када су кренули да продру у њу, на капији су се појавили младић и девојка. Немци су их легитимисали и ухапсили. Били су то студент Тихомир Јакшић и његова вереница. Устрчавши хитро уз степенице, неколицина припадника Волнијевог вода упала је у собу на мансарди и у њој затекла радио-телеграфисту Бранимира Хргу са руком на тастеру. Испред њега је лежала гомила шифрованих телеграма. Истрага вођена у току ноћи открила је немачким органима и Драгомира Томашевића. Он је ухапшен следећег јутра кад је напуштао свој стан. Приликом претреса његовог стана, откривен је обимни материјал за грађење радио-станица, неколико шпедитера на чијој је конструкцији радио, разни диверзантски материјал и известан број радиограма.
Рачунајући да би га могао употребити у некој „радио-игри” са британским радио-станицама, БДС је Хргу задржао у затвору. Али како до ових комбинација није дошло, он је, најзад, 1944. године, пуштен из затвора. Овим је досије „506” био затворен, али у међувремену отворио се други, који је носио ознаку „Г-116”.
Ширећи своју обавештајну мрежу и меду руским емигрантима, Жарко Тодоровић је ступио у контакт са Георгијем Озеров, који је, у ствари, био агент Гестапоа под шифром „С-5”. Преко њега Гестапо је почео да прати Тодоровићев рад још пре Томашевићевог хапшења. Међутим, прегледом материјала заплењеног поред радио-станице „506” створене су сумње да је са њом у вези био и Жарко Тодоровић. Због тога је Гестапо одлучио да га фебруара 1943. године ухапси.
Већ у самом почетку истраге констатовано је да је Тодоровић, под псеудонимом „Валтер” и као командант штаба „135” четничке организације Драже Михаиловића, одржавао везе са домобранским официрима и неким личностима у НДХ. Због тога је, ради спровођења даље истраге, убрзо после хапшења спроведен у Загреб. Само неколико дана касније, Тодоровић је, уз помоћ припадника усташке обавештајне службе, студента Звонка Каталинића и чиновника Министарства унутрашњих послова НДХ др Дамића, успео да побегне из затвора и да, као илегалац, настави рад у Загребу.
Захваљујући чиновнику транспортног предузећа „Сенкер и комп.” и агенту Гестапоа Радославу СПИТЛЕР, полицијски аташе у НДХ Хелм је открио место Тодоровићевог боравка, али је одлучио да отпочне нову игру са њим. СПИТЛЕР је, по Хелмовом налогу, постао курир између Тодоровића и припадника њихове групе у Београду. Сва пошта која је из Загреба упућивана у Београд и обратно, сакривана у хлеб, била је пресликавана и њене фото-копије стављане у досије „Г-116”.
Када је Хелм констатовао да је кроз ову игру открио Тодоровићеву обавештајну мрежу, он га је поново ухапсио. Надмудривао је Немце до марта 1943. Операција „Валтер”, окончана његовим заробљавањем, била је највећа коју је Гестапо спровео на Балкану. Био је један од малобројних четника који су преживели Маутхаузен.

## Догађаји након операције
О хапшењу мајора Тодоровића, Дражи је јавио генерал Трифуновић, 2. априла:
„За Валтера потврђено да је ухваћен… Београд потпуно укочен за рад. Курири не могу ни везу да ухвате са нашим људима. Притисак велики. На терену исто. Продужавам рад с ким се и колико се може.”
Дража је 6. маја известио мајора Радослава Ђурића да су Валтера одали „капетан Јова Миладиновић и мајор Радаковић у вези са гестаповцима”.
Од Ђурића је потом Дража тражио да провери ко је капетан Јован Миладиновић, јер је један капетан Јован Миладиновић био командант 1. косовског корпуса. Овај период обележила је игра око правог и лажног Валтера, кога је Гестапо покушао да убаци међу београдске илегалце. Дража 6. маја радио станици „Валтер” у Београду шаље следећу депешу: „Одредио сам Валтеровог заменика мајора Тозу Милојевића. Ступите што пре у вези са њиме. Сви други који се јављају као наследници Валтерови лажни су.
Дража је, како произилази, знао да мајор Тодоровић у Гестапоу није одао своју радио станицу. У ствари, није одао ништа, тако да Немци нису ни сазнали да је он био Валтер, што се види из његовог досијеа (сматрали су да је само један од шефова илегалаца).